# Hydropsychoidea
Super-famille
Hydropsychoidea est une super-famille d'insectes appartenant à l'ordre des trichoptères.

## Liste des familles
Selon ITIS1 :
- famille Dipseudopsidae Ulmer, 1904
- famille Ecnomidae Ulmer, 1903
- famille Hydropsychidae Curtis, 1835
- famille Polycentropodidae Ulmer, 1903
- famille Psychomyiidae Walker, 1852
- famille Xiphocentronidae Ross, 1949

## Liste des sous-taxons
Selon WRMS1 :
- Hydropsychidae